# Ann Henricksson
Ann Henricksson (31 de octubre de 1959) es una tenista profesional estadounidense activa entre 1981 y 1994.
Jugó la cuarta ronda de un Grand Slam en dos ocasiones, en el Abierto de Australia (perdiendo ante Zina Garrison) y en el Campeonato de Wimbledon (derrotada por Monica Seles). Henricksson ganó tres torneos en dobles de la WTA.

## Títulos en dobles
|   | Fecha      | Torneo      | Cat.    | Superficie   | Compañera             | Finalistas                         | Marcador      |  |
| 1 | 1988-01-04 | Sídney      | Tier IV | Césped       | Christiane Jolissaint | Claudia Kohde-Kilsch Helena Suková | 7–6, 4–6, 6–3 |  |
| 2 | 1988-04-18 | Taipéi      | Tier V  | Alfombra (i) | Patty Fendick         | Belinda Cordwell Julie Richardson  | 6–2, 2–6, 6–2 |  |
| 3 | 1988-07-18 | Schenectady | Tier V  | Dura         | Julie Richardson      | Lea Antonoplis Cammy MacGregor     | 6–3, 3–6, 7–5 |  |